# Економічна бульбашка
Економічна бульбашка (англ. economic bubble), тж. інколи спекулятивна бульбашка, ринкова бульбашка, бульбашка, фінансова бульбашка, або спекулятивна манія — торгівля у великих обсягах за цінами, які значно розходяться зі справжньою ціною на товар. (іншими словами: торгівля продуктами або активами за завищеними цінами.)
Хоча деякі економісти заперечують існування бульбашок, встановлення причин появи економічних бульбашок залишається проблемою для тих, хто вважає можливим істотне відхилення ціни на товар від його справжньої ціни.
Хоча було запропоновано багато пояснень, нещодавно було показано, що бульбашки з'являються навіть за умови відсутності невизначеності, спекуляцій, або обмежень раціональності. Було також запропоновано пояснення, що бульбашки можуть бути спричинені процесами цінової координації або появи нових соціальних норм. Оскільки часто важко визначити справжню ціну на реальному ринку, виявлення бульбашок часто відбувається в ретроспективі, після раптового падіння цін. Таке падіння відоме як лускання або здуття бульбашки. Фази піднесення та стискання бульбашки є прикладами позитивного зворотного зв'язку, на відміну від негативних механізмів зворотного зв'язку, які визначають рівноважну ціну за нормальних умов на ринку. Ціни в економічній бульбашці можуть змінюватись нерівномірно, їх неможливо передбачити на основі лише попиту та пропозиції.

## Походження терміна

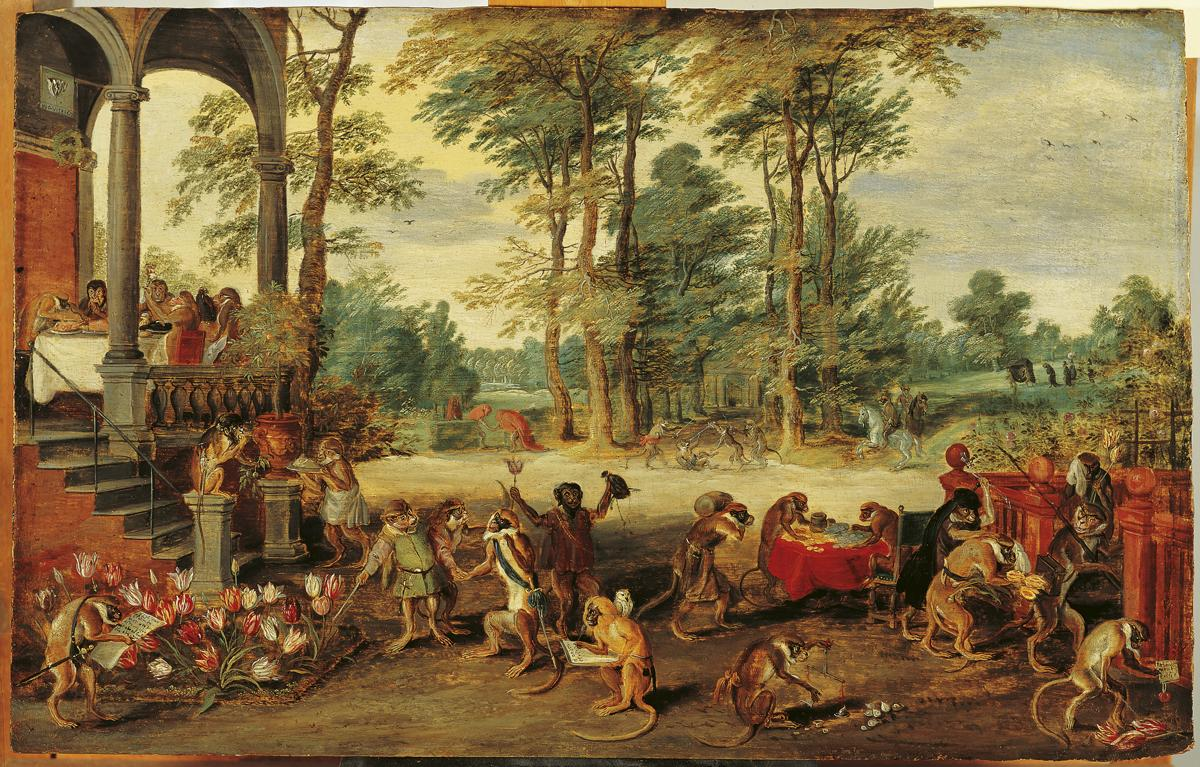
«Сатира тюльпаноманії», Ян Брейгель Молодший (прибл. 1640)

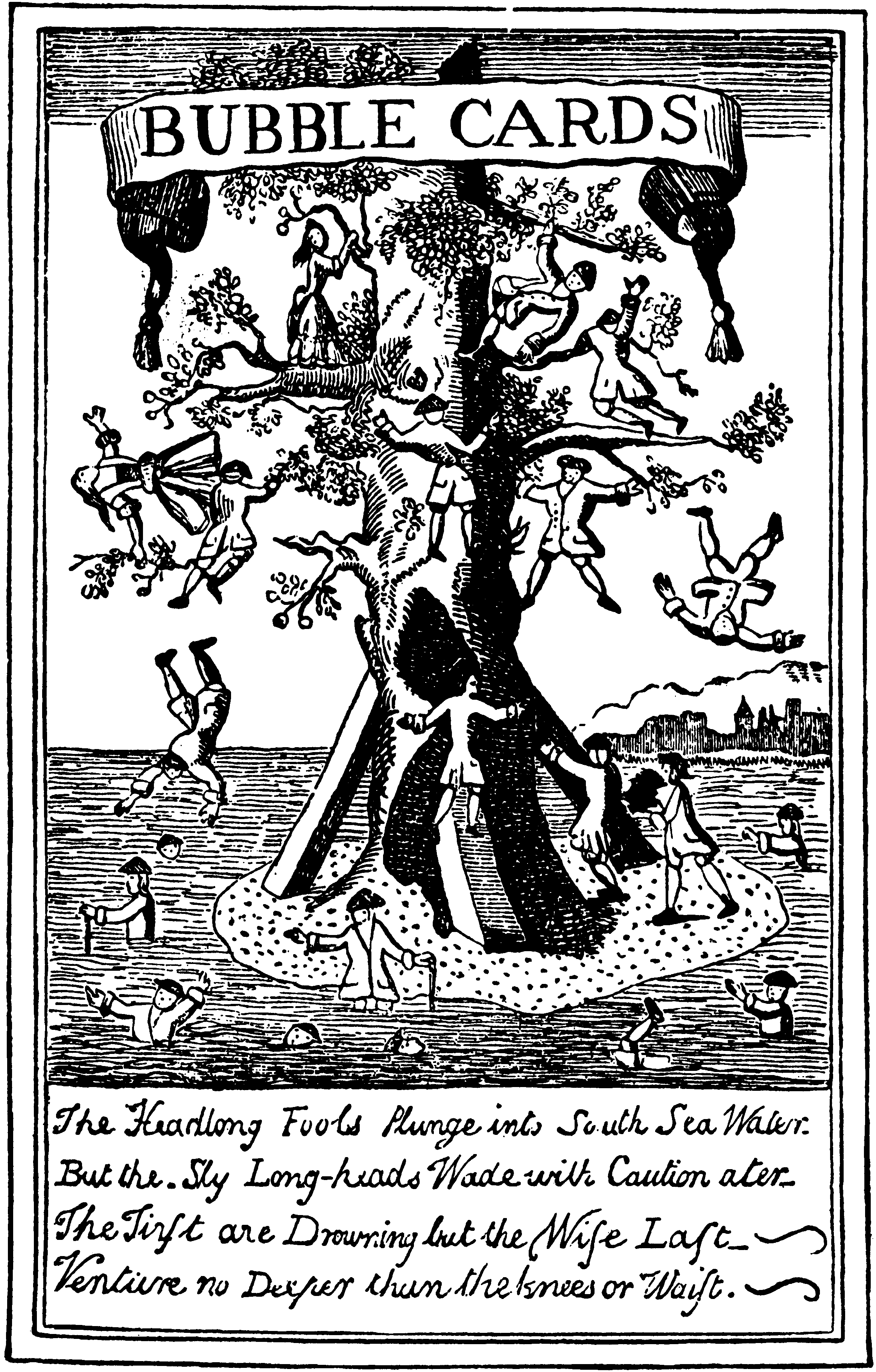
Листівка з бульбашки Південних морів

Термін «бульбашка», що стосується фінансової кризи, з'явився у зв'язку з британською «Компанією (бульбашкою) Південного моря» 1711—1720 років і спочатку стосувався самих компаній та їхніх роздутих акцій, а не кризи. Це була одна з перших сучасних фінансових криз; інші епізоди називалися «маніями», як, наприклад, голландська тюльпанова манія. Метафора вказувала на те, що ціни на акції були роздутими і крихкими — зростали на порожньому місці і були вразливими до раптового обвалу, як це і відбувалося насправді.
Деякі пізніші коментатори розширили метафору, щоб підкреслити раптовість, припускаючи, що економічні бульбашки «Починаються усім, і нічим закінчуються, / Так само, як бульбашки, коли вони лопаються», хоча теорії фінансових криз, такі як дефляція боргу та Гіпотеза фінансової нестабільності, припускають, що бульбашки лопаються поступово, з найбільш вразливими (з високим рівнем боргових зобов'язань) активами, які руйнуються першими, а потім крах поширюється на всю економіку.

## Види економічних бульбашок
Існують різні типи бульбашок, при чому економісти у першу чергу цікавляться двома основними типами бульбашок:

### Бульбашка капіталу
Бульбашка каптіталу (тж. бульбашка акцій) (англ. Equity bubble) характеризується матеріальними інвестиціями та непосильним бажанням задовольнити законний ринок із високим попитом. Ці бульбашки характеризуються легкою ліквідністю, матеріальними та реальними активами, а також справжньою інновацією, яка підвищує впевненість. Три екземпляри бульбашки акцій ― це Tulip Mania, біткойн і бульбашка дот-комів.

### Боргова бульбашка
Боргова бульбашка (англ. Debt bubble) характеризується нематеріальними або кредитними інвестиціями, які не здатні задовольнити зростаючий попит на неіснуючому ринку. Ці бульбашки не забезпечені реальними активами та характеризуються необдуманим кредитуванням у надії повернути прибуток чи безпеку. Ці бульбашки зазвичай закінчуються дефляцією боргу, що спричиняє втечу банків, або валютною кризою, коли уряд більше не може підтримувати фіатну валюту. Приклади включають бульбашку фондового ринку «Ревучі двадцяті» (яка спричинила Велику депресію) і бульбашку нерухомості в США (яка спричинила Велику рецесію).

## Приклади
- Тюльпаноманія